# Municipalità di King Island
La municipalità di King Island è una delle 29 local government areas che si trovano in Tasmania, in Australia. Essa si estende su di una superficie di 1.100 chilometri quadrati ed ha una popolazione di 1.107 abitanti. La sede del consiglio si trova a Currie.